# 機關人偶

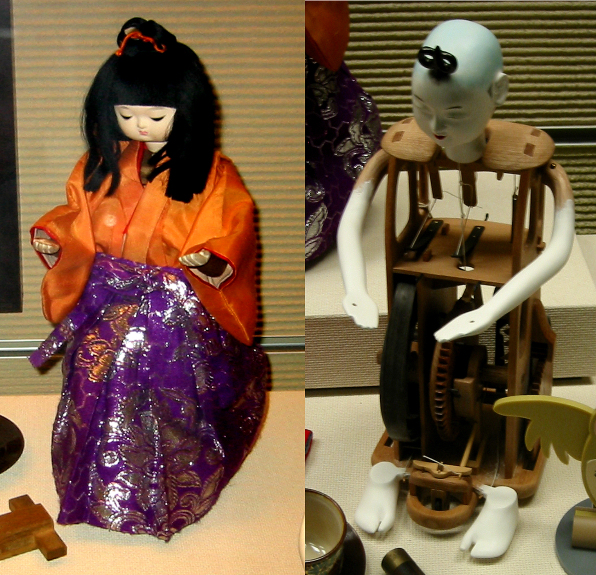
一個奉茶童子人偶，收藏於東京國立科學博物館

機關人偶（日语：からくり人形），是以日本傳統工藝製造出來的一種人偶，人偶內部設置自動機械（機關），可以使人偶做出一些人類的動作。17至19世紀的江戶時代是機關人偶最盛行的時代，齊明天皇時代的指南車是其起源。

## 歷史
齊明天皇時代的指南車是機關人偶的起源。平安時代末期，《今昔物語集》巻二十四記載著桓武天皇皇子高陽親王（賀陽親王）曾製作過機關人偶。《今昔物語集》巻二十四第五，也記錄著「飛驒工」（ひだのたくみ）製作的機關人偶讓繪師百濟河成大感吃驚。
之後，日本的機關人偶受到西洋技術（室町時代末期傳入日本）的影響。當時鐵砲、時鐘等機械傳入日本，引起日本人好奇，逐漸流傳至日本各地。

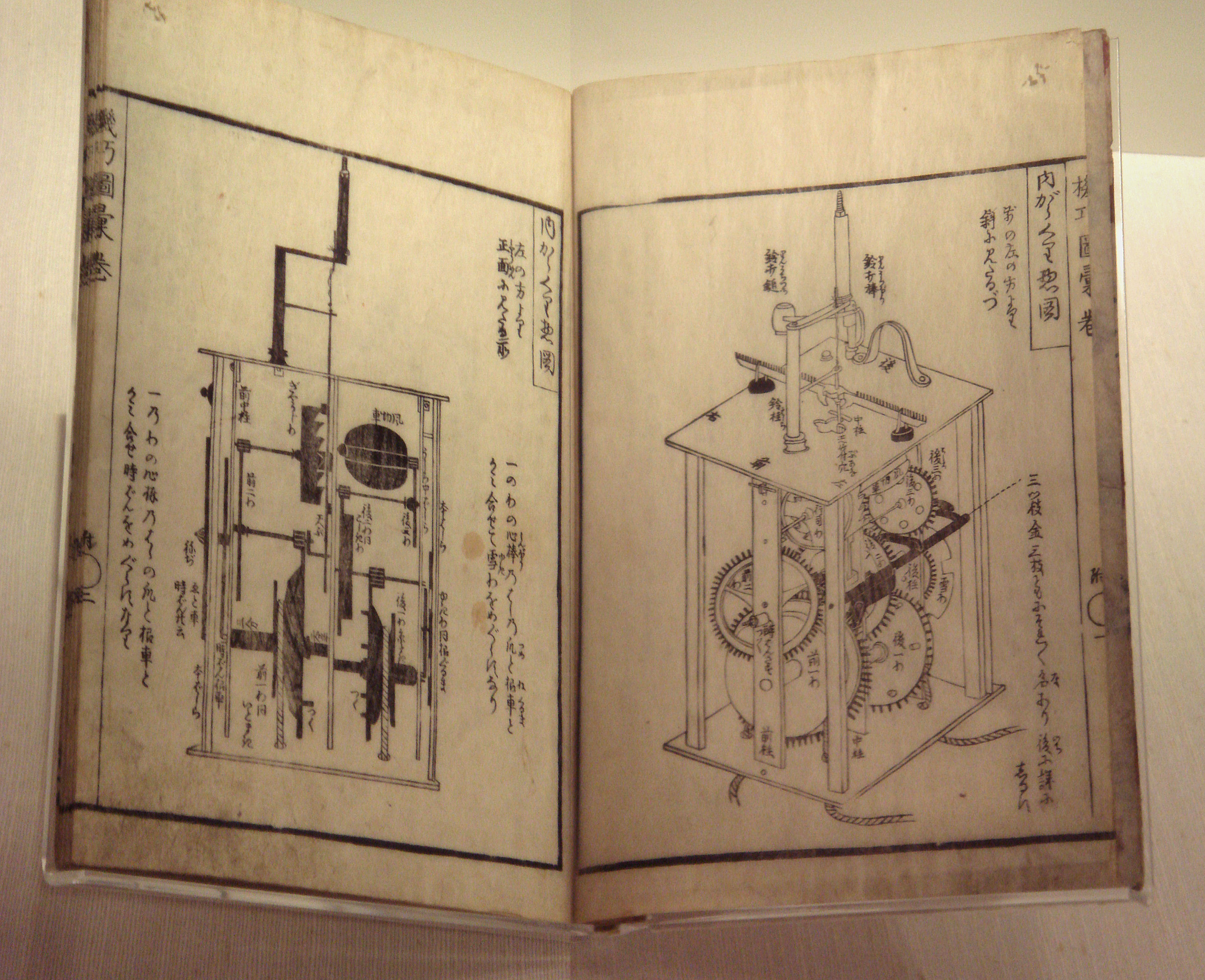
細川半蔵出版《機巧圖彙》（からくりずい），目前收藏於英國倫敦大英博物館

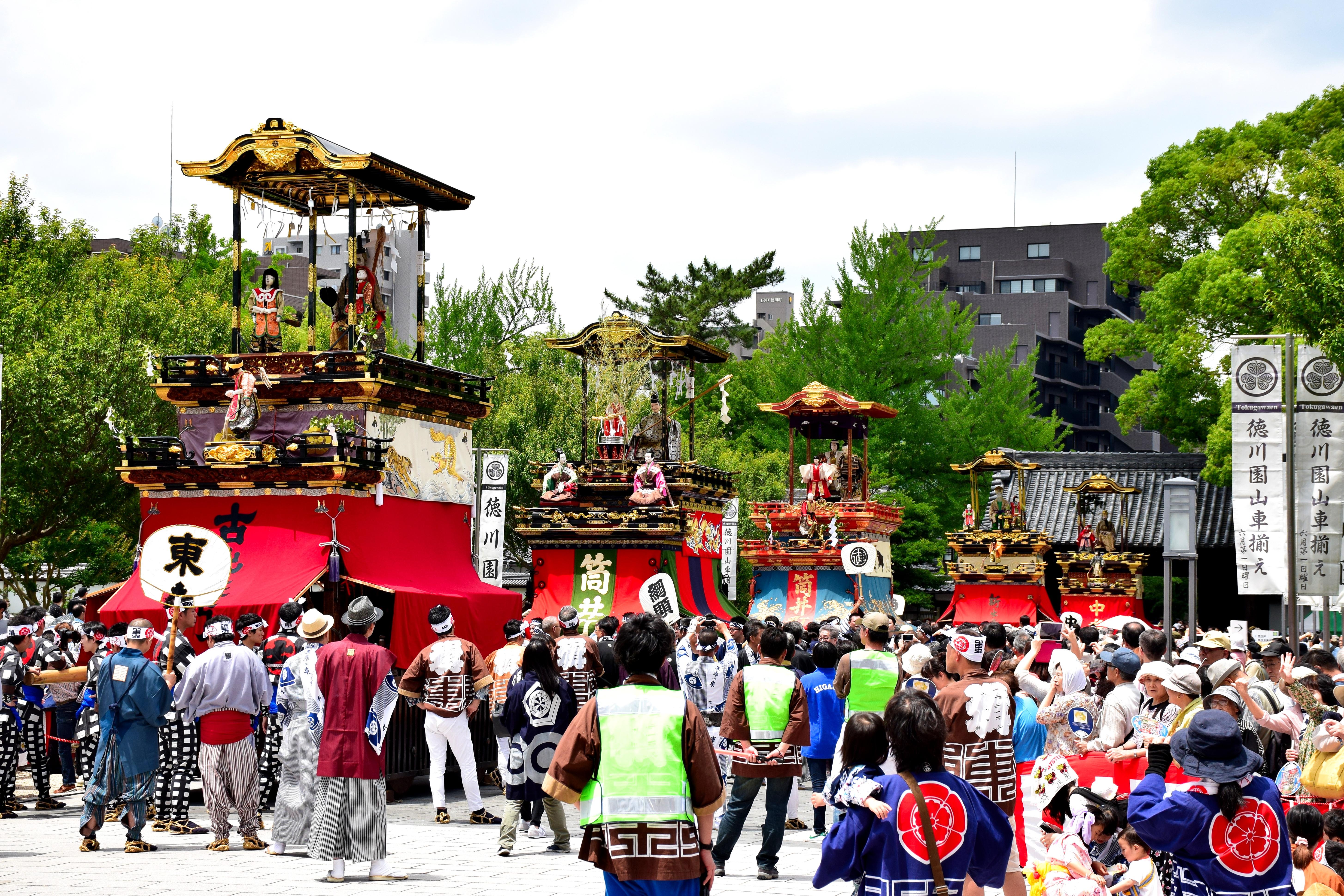
山車機關，名古屋筒井町出来町天王祭。

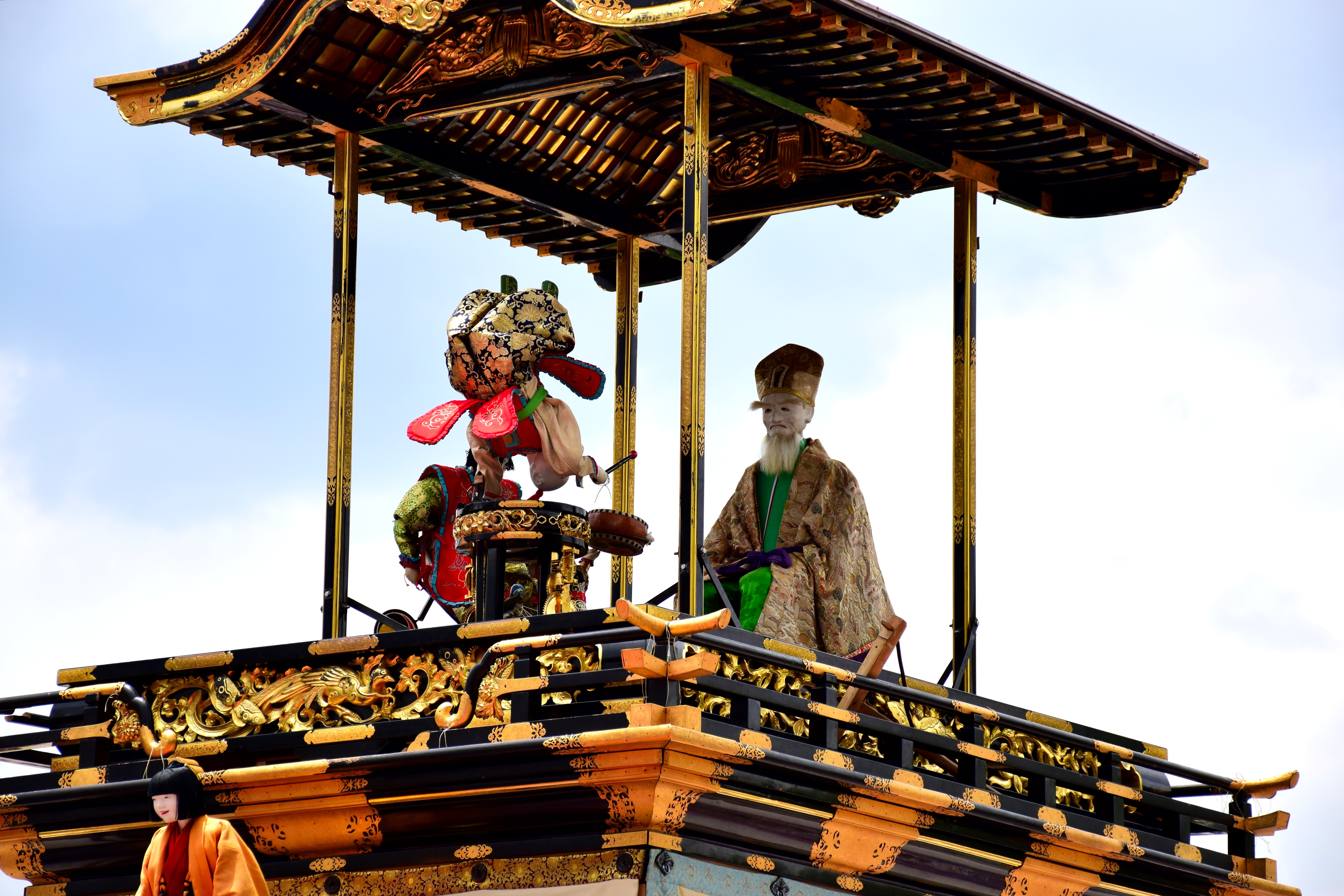
山車機關

17世紀時期，使用時鐘、齒輪技術的機關人偶開始出現。起初，這種機關人偶是公家、大名、富商收藏的高級玩具，主要在祭祀或祭典等場合出現，隨著人氣上漲於日本各地逐漸普及、専門製作機關人偶的專家也越來越多。元和6年（1620年），名古屋東照宮祭出現山車、牛若辨慶的機關人偶。以中京都會圏為中心、裝置機關人偶的山車逐漸普及。寬文2年（1662年），初代竹田近江機關人偶舞台於大坂道頓堀出現，廣受好評。
18世紀初享保年間，彦根藩藩士平石久平次時光發明新製的陸舟車、三輪自行車。寬政9年（1796年），細川半蔵出版《機巧圖彙》（からくりずい）。19世紀，筑波飯塚伊賀七發明的機關人偶出現。18世紀至19世紀之間，精巧的機關人偶非常多。
幕末，加賀平賀源内與大野辨吉製作了空氣槍、蒸氣船模型、照相機。石川縣也有奉茶童子辨吉作三番叟機關人偶出現。
目前，機關人偶專家九代目玉屋庄兵衛將弓曳童子（弓曳き童子）於京都祇園祭中使用，重製了蟷螂山機關人偶。機關人偶專家東野進重製了寫字機關人偶，機關人偶專家後藤大秀分別於大垣祭重製了相生山機關人偶、大津祭重製了龍門瀧山機關人偶。

## 種類
機關人偶主要可以分成舞台人偶、座敷人偶與山車人偶。舞台人偶於歌舞伎舞台使用，座敷人偶體型比較小，通常放置於屋內，有時會用來運送東西。

### 奉茶童子

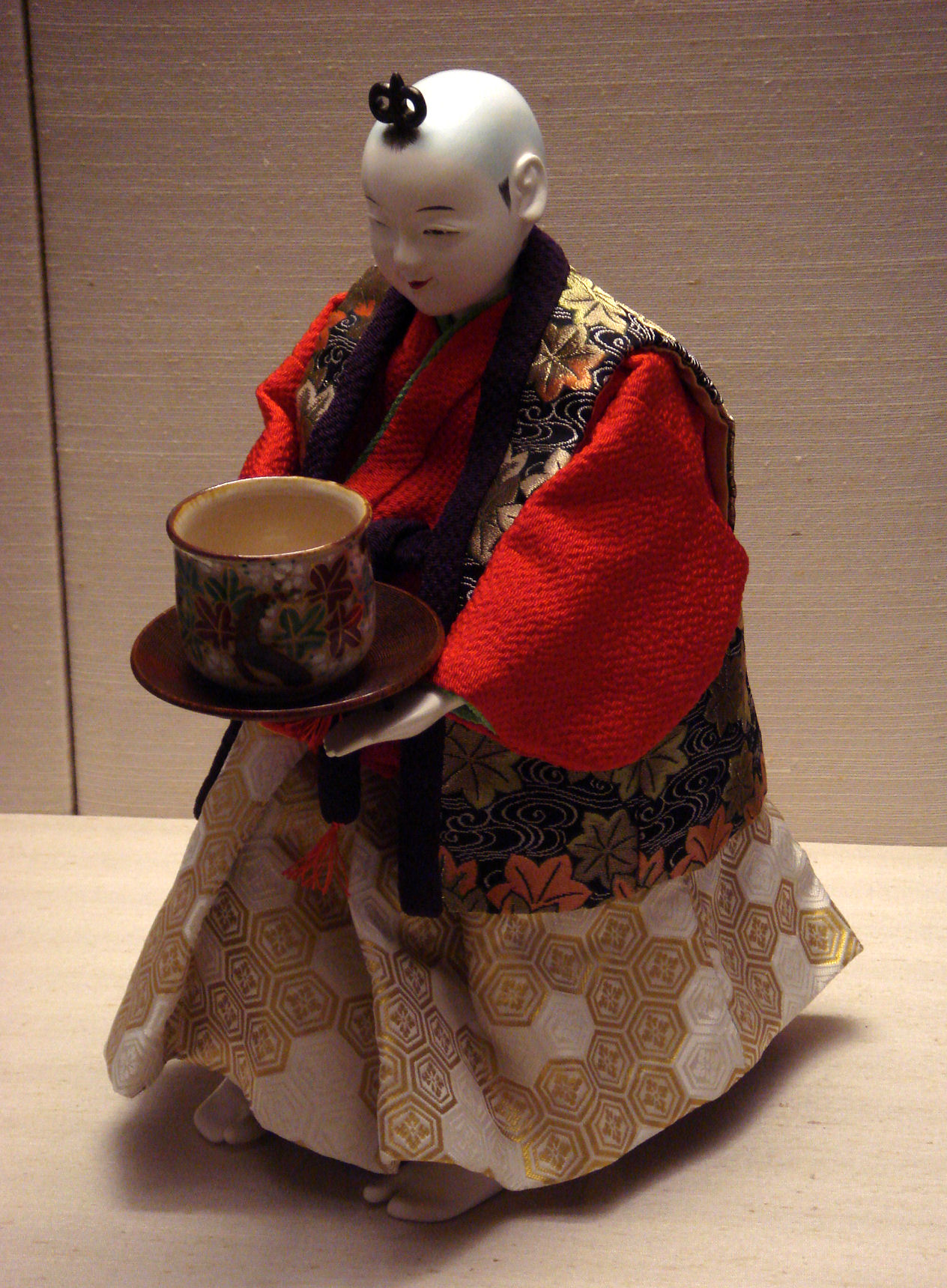
一個製造於1800年左右的奉茶童子機關人偶，目前收藏於英國倫敦大英博物館

奉茶童子是日本機關人偶的代表之一。主人將茶放置於機關人偶雙手的碗上，它會自動往客人的方向移動，客人拿杯子和茶托後，奉茶童子會自動停止，客人喝完茶後，把空的杯子放回機關人偶雙手的碗上，奉茶童子會返回原來的位置。細川半蔵於1796年（寛政8年）所出版的《機巧圖彙》中也記載著奉茶童子的內部構造。
昭和57年（1982年），日本奉茶童子模型公開發表。平成14年（2002年）11月，「大人的科学系列Vol.8」發表奉茶童子模型。平成19年（2007年）6月29日，「大人的科学系列」Vol.16也付録奉茶童子。

### 弓曳童子
日本江戶時代，田中久重發明弓曳童子機關人偶，被後世視為江戶時代機關人偶的登峰造極之作。弓曳童子是一種手持弓箭機關人偶。東野進於平成2年（1990年）從德川家發現1個弓曳童子，平成3年（1991年）於伏見前川家也發現1個弓曳童子，後來由峰崎十五負責修復與復元工作。從德川家發現的弓曳童子現在收藏於産業技術記念館，前川家發現弓曳童子現在收藏於久留米市教育委員會（田中久重故郷）。平成25年（2013年），弓曳童子被日本政府認定為機械遺産第61號。

## 相關文獻
- 立川昭二　『からくり』〈『ものと人間の文化史』〉　法政大学出版局、1969年　ASIN: B000JA2X4M
- 『からくり　人形と文化』　名古屋市博物館、1978年　ASIN: B000J8QHO6
- 高梨生馬　『からくり人形の文化誌』　学芸書林、1991年　ISBN 978-4905640776
- 千田靖子　『からくり人形の宝庫―愛知の祭りを訪ねて』　中日出版社、1991年　ISBN 978-4885190711
- 鈴木一義　『からくり人形　微笑みに隠された江戸の夢、ハイテクの秘密』　学習研究社、1994年　ISBN 978-4054002159
- 立川昭二　『甦えるからくり』　NTT出版、1994年　ISBN 978-4871882675
- 千田靖子　『からくり人形師 玉屋庄兵衛伝　初代から九代まで』　中日出版社、1998年　ISBN 978-4885191381
- 峰崎十五　『弓曳童子の再生』　私家版、1998年
- 立川昭二他　『図説からくり　遊びの百科全書』（『ふくろうの本』）　河出書房新社、2002年　ISBN 978-4309760155
- 鈴木一義監修　『見て楽しむ江戸のテクノロジー』　数研出版、2006年　ISBN 978-4410138867
- 本康宏史　『からくり師大野辨吉とその時代　技術文化と地域社会』　岩田書院、2007年　ISBN 978-4872944808
- 『大人の科学magazine』（Vol.16）　学研教育出版　2007年　ISBN 978-4056048124
- 泉秀樹　『江戸の未来人列伝　47都道府県郷土の偉人たち』(『祥伝社黄金文庫』)　祥伝社、2008年　ISBN 978-4396314668

## 外部連結
- 日本機關人偶研究会 （页面存档备份，存于）
- Karakuri.info （页面存档备份，存于）